# Videogiochi nel 1994

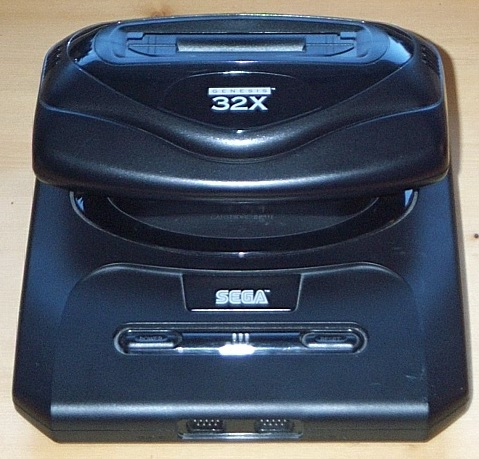
Sega Mega Drive 32X

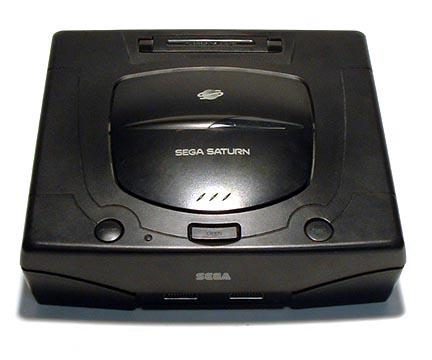
Sega Saturn

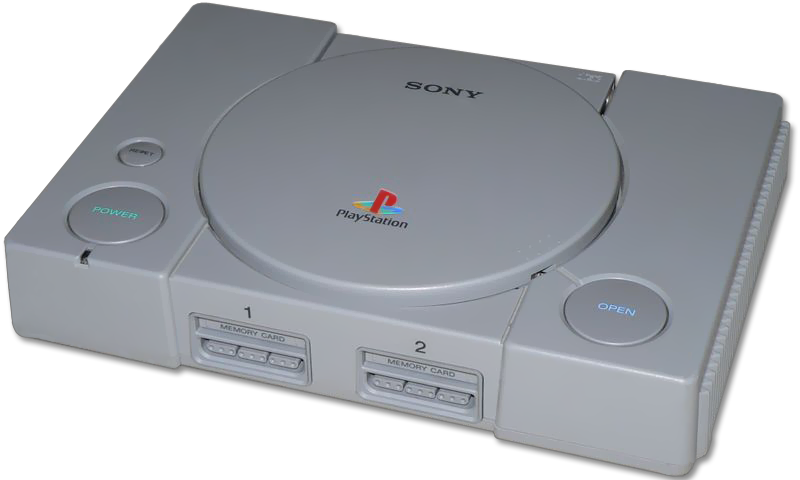
PlayStation

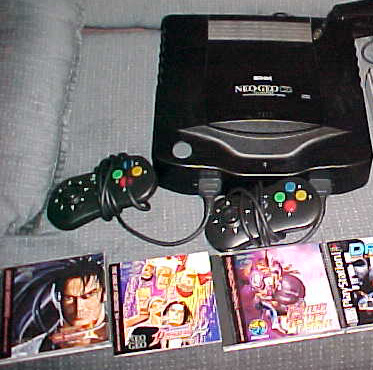
Neo Geo CD

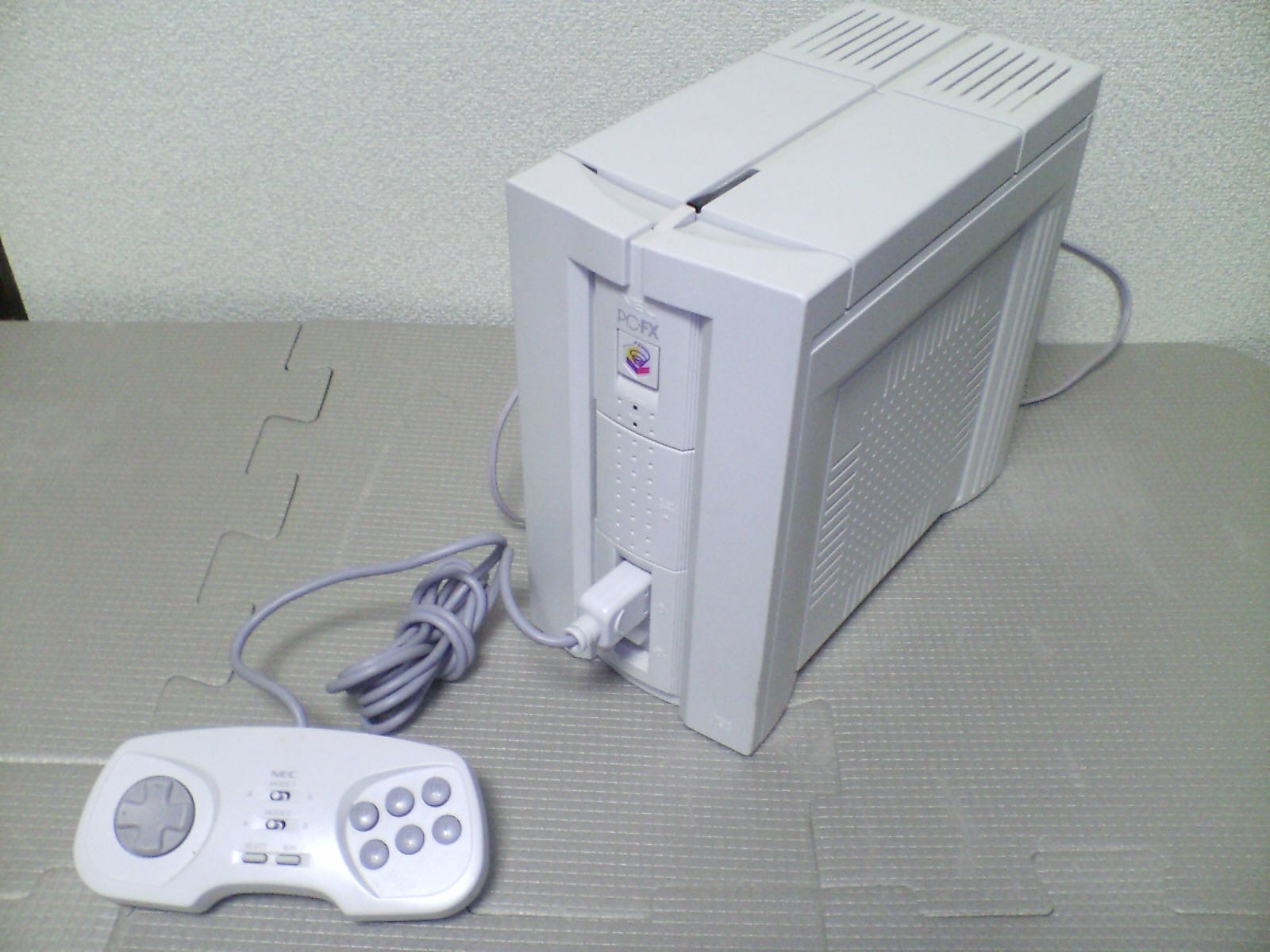
PC-FX

Eventi rilevanti avvenuti nell'industria dei videogiochi nel 1994. 
Per un elenco delle voci su giochi usciti nell'anno vedi Categoria:Videogiochi del 1994.

## Eventi
- La pubblicazione di Final Fantasy VI e Super Metroid spinge la Nintendo a nominare il 1994 L'anno della Cartuccia.[1]
- Viene fondata la Bizarre Creations.
- Viene fondata la Frontier Developments.
- Viene fondata la Insomniac Games.
- Viene fondata la Neversoft.
- Viene fondato l'Entertainment Software Rating Board (ESRB).
- Tradewest chiude.
- Aiwa presenta la console CSD-GLM Mega Drive in Giappone.
- Bandai presenta la console Playdia.
- SEGA:
  - introduce nel Nord America il canale TV Sega Channel in cooperazione con la Time Warner (AOL Time Warner); questo canale fornisce giochi per Sega Genesis via cavo.
  - presenta la console portatile Sega Nomad nel Nord America.
- 10 marzo — SEGA mette in vendita la console portatile Sega Mega Jet in Giappone.
- SNK presenta la console Neo Geo CD.
- 29 aprile — La Commodore chiude per bancarotta.
- 24 maggio - Konami pubblica Tokimeki Memorial: Forever With You, primo titolo della serie Tokimeki Memorial
- 15 giugno — Impressions Games pubblica Lords of the Realm primo capitolo dell'omonima serie.
- 29 luglio - Konami pubblica Policenauts, creato da Hideo Kojima.
- 25 agosto - SNK pubblica The King of Fighters '94, primo titolo della serie The King of Fighters.
- 27 agosto - Nintendo pubblica EarthBound
- Settembre - SEGA pubblica per le sale giochi Virtua Cop, primo gioco dell'omonima serie.
- 30 Settembre — id Software pubblica Doom 2, storico sparatutto in prima persona.
- 3 dicembre — Sony mette in vendita la console PlayStation in Giappone.
- Nintendo presenta l'adattatore Super Game Boy per la console SNES.
- novembre — SEGA presenta il Sega Mega Drive 32X nel Nord America.
- novembre - SEGA pubblica Virtua Fighter 2
- 21 novembre - Esce Donkey Kong Country, pietra miliare della serie Donkey Kong.
- 22 novembre — Sega mette in vendita la console Sega Saturn in Giappone e Corea del Sud.
- 3 dicembre — Sega presenta il Sega Mega Drive 32X in Giappone.
- 23 dicembre — NEC mette in vendita la console PC-FX in Giappone.
- Electronic Arts pubblica The Need for Speed primo capitolo della serie Need for Speed.
- Konami pubblica International Superstar Soccer primo episodio della serie Pro Evolution Soccer.
- Blizzard Entertainment pubblica Warcraft: Orcs & Humans capostipite della serie Warcraft.
- 9 dicembre — Namco pubblica Tekken, il primo episodio della serie Tekken